# TRX2
تي آر أكس 2 (بالإنجليزية: TRX2)‏ هو علاج طبيعي لسقوط الشعر طورته شركة أكسفورد بيولابس في المملكة المتحدة 

## معنى الأسم
جاء اسم تي آر أكس 2 من الكلمة اليونانية trichos و التي تعني الشعر ، ورقم 2 يعني انه الجيل الثاني

## كيفية عمله
يعمل تي آر أكس 2 على تنشيط مجموعة من البروتينات تسمي قناة البوتاسيوم

## روابط خارجية
- TRX2, موقع تي آر أكس 2
- موقع الشركة المصنعة